# پتریک برامتون
پتریک برامتون (به انگلیسی: Patrick Brompton) یک روستا و محله مدنی در بریتانیا است که در ریچمند‌شر واقع شده‌است. پتریک برامتون ۱۶۷ نفر جمعیت دارد.